# 岩田廉太郎
岩田 廉太郎（いわた れんたろう 1951年 - 2023年8月5日）は、日本の漫画家。

## 人物
鳥取県鳥取市出身、鳥取県立鳥取東高等学校卒業後、手塚治虫のアシスタントとして働きながら書いた『少年探偵団』で漫画デビュー。『無敵超人ザンボット3』や『UFO大戦争 戦え! レッドタイガー』等のコミカライズ作品を描いた。

1989年には、鳥取で制作スタジオ「まんが工房」を開設し、鳥取県・島根県内の地元新聞日曜版に連載した。歴史マンガ系の作品の制作活動をしていた。

## 略歴
- 1967年 - 高校生の頃から、本格的に漫画を描き始める[2]。
- 1968年 - 高校2年、学研『中一コース』の漫画賞で佳作入賞。
- 1969年 - 高校3年、集英社の『りぼん』に応募、最終選考まで残ったものの落選。
- 1970年 - 高校卒業後、大手スーパーの宣伝部に就職。
- 1972年 - 19歳、漫画家になる決心をして上京、手塚治虫一門となり、漫画の修行が始まる。
- 1973年 - 22歳、小学館『少年サンデー』で新人漫画賞で佳作入選を果たし独立。ところが連載どころか読みきりのチャンスさえない有様、何社もの出版社に持ち込みをする日々が続いた。
- 1975年 - 24歳、秋田書店『少年チャンピオン』に持込をしたときのこと、同じフロアの『冒険王』の編集長から直々に声が掛かり連載が決定した。
- 1983年 - 32歳、鳥取へUターンして結婚、印刷会社のデザイン部に勤務。その頃専業漫画家を休業する。
- 1989年 - 38歳、ニュースで師匠・手塚治虫の訃報を知り漫画家復帰を決意、制作スタジオ「まんが工房」を鳥取市国府町（当時は岩美郡国府町）に設立。2010年頃にはスタジオを自宅に移す。
- 2011年11月26日 - 60歳、鳥取市文化センターにて、初の原画展を開催[3]。
- 2023年8月5日 - 鳥取市内の病院で心不全のため死去。72歳没[4][5]。

## 代表作
- もうひとつの世界（冒険王 1975年）
- 少年探偵団（冒険王 1975年-1976年連載）
- 冒険探偵クルス（冒険王 1976年連載）
- ジェッターマルス（冒険王 1977年連載）
- 無敵超人ザンボット3（冒険王 1977年-1978年連載）
- UFO大戦争 戦え! レッドタイガー（冒険王 1978年連載）
- 死神学園（改題：幽霊が!夜の教室に）
- 幽霊になった少女
- マンガ日本相場師列伝

ほか、多数。

## 師匠
- 手塚治虫

## 補足
本人は『ジェッターマルス』のコミカライズを執筆した時には楽だったが、『ザンボット3』のコミカライズを執筆したときには角ばっていたロボットや戦闘基地（ザンボット3、ザンボエース、ビアル一世、ビアル二世、バンドック）を描いたときには
とても苦労したと語っている。